# Rännarsjön
Rännarsjön är en sjö i Örnsköldsviks kommun i Ångermanland och ingår i Moälven-Nätraåns kustområde. Sjön har en area på 0,126 kvadratkilometer och ligger 150,2 meter över havet.

## Delavrinningsområde
Rännarsjön ingår i det delavrinningsområde (701230-164191) som SMHI kallar för Rinner mot Nätrafjärden. Medelhöjden är 119 meter över havet och ytan är 18,03 kvadratkilometer. Det finns inga avrinningsområden uppströms utan avrinningsområdet är högsta punkten. Avrinningsområdets utflöde mynnar i havet, utan att ha någon enskild mynningsplats. Avrinningsområdet består mestadels av skog (92 procent). Avrinningsområdet har 0,12 kvadratkilometer vattenytor vilket ger det en sjöprocent på 0,7 procent.